# Region Wadaj
Region Wadaj (arab. وداي) - jeden z 22 regionów administracyjnych Czadu, utworzony 19 lutego 2008 r. w wyniku podziału istniejącego wcześniej, obszerniejszego regionu Wadaj. Podziału dokonano podnosząc istniejące wcześniej prefektury do rang regionów. Dawniejszą prefekturę Wadaj, istniejącą w latach 2002-2008, zamieniono na region Wadaj, natomiast z prefektury Sila utworzono region Sila. 
Region Wadaj rozciąga się w środkowo-wschodniej części kraju i graniczy z Sudanem. Jest to trzeci pod względem liczby ludności region Czadu (najludniejszym jest region Logon Wschodni, następnie region Mayo-Kebbi Est). Region zamieszkany jest głównie przez czadyjskich Arabów oraz lud Maba.

## Departamenty
| Departament | Stolica | Prefektury                                        |
| ----------- | ------- | ------------------------------------------------- |
| Abdi        | Abdi    | Abdi, Abkar Djombo, Biyeré                        |
| Assoungha   | Adré    | Adré, Hadjer Hadid, Mabrone, Borota, Molou        |
| Ouara       | Abéché  | Abéché, Abougoudam, Chokoyan, Bourtaïl, Amleyouna |

## Historia
W czasach przedkolonialnych na obszarze wschodniego Czadu, w tym także na terenie dzisiejszego regionu Wadaj istniało królestwo Wadaj, w pewnym okresie swojego istnienia zależne od Kanem-Bornu, w końcu podległe Francji. 

### 2002-2008

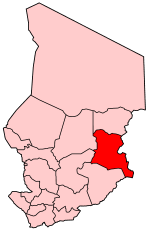
Region Ouaddaï w latach 2002-2008

W latach 2002–2008 region Wadaj był jednym z 18 regionów Republiki Czadu, znajdującym się we wschodniej części kraju.

### Departamenty w latach 2002-2008
| Departament     | Stolica   | Prefektury                                              |
| --------------- | --------- | ------------------------------------------------------- |
| Assoungha       | Adré      | Adré, Hadjer Hadid, Mabrone, Borota, Molou              |
| Djourf Al Ahmar | Am Dam    | Am Dam, Magrané, Haouich                                |
| Ouara           | Abéché    | Abéché, Abougoudam, Abdi, Chokoyan, Bourtaïl, Amleyouna |
| Sila            | Goz Beïda | Goz Beïda, Koukou Angarana, Tissi, Adé                  |